# Купание анзаковцев
«Купание анзаковцев» (англ. Anzacs bathing) — картина австралийского художника Джорджа Вашингтона Ламберта, написанная в 1916 году. На картине изображены трое солдат Австралийского и новозеландского армейских корпусов (АНЗАК), купающихся в бухте Анзак во время Дарданелльской операции в 1915 году во ходе Первой мировой войны. Полотно находится в Центре искусств в Милдьюре.

## Описание

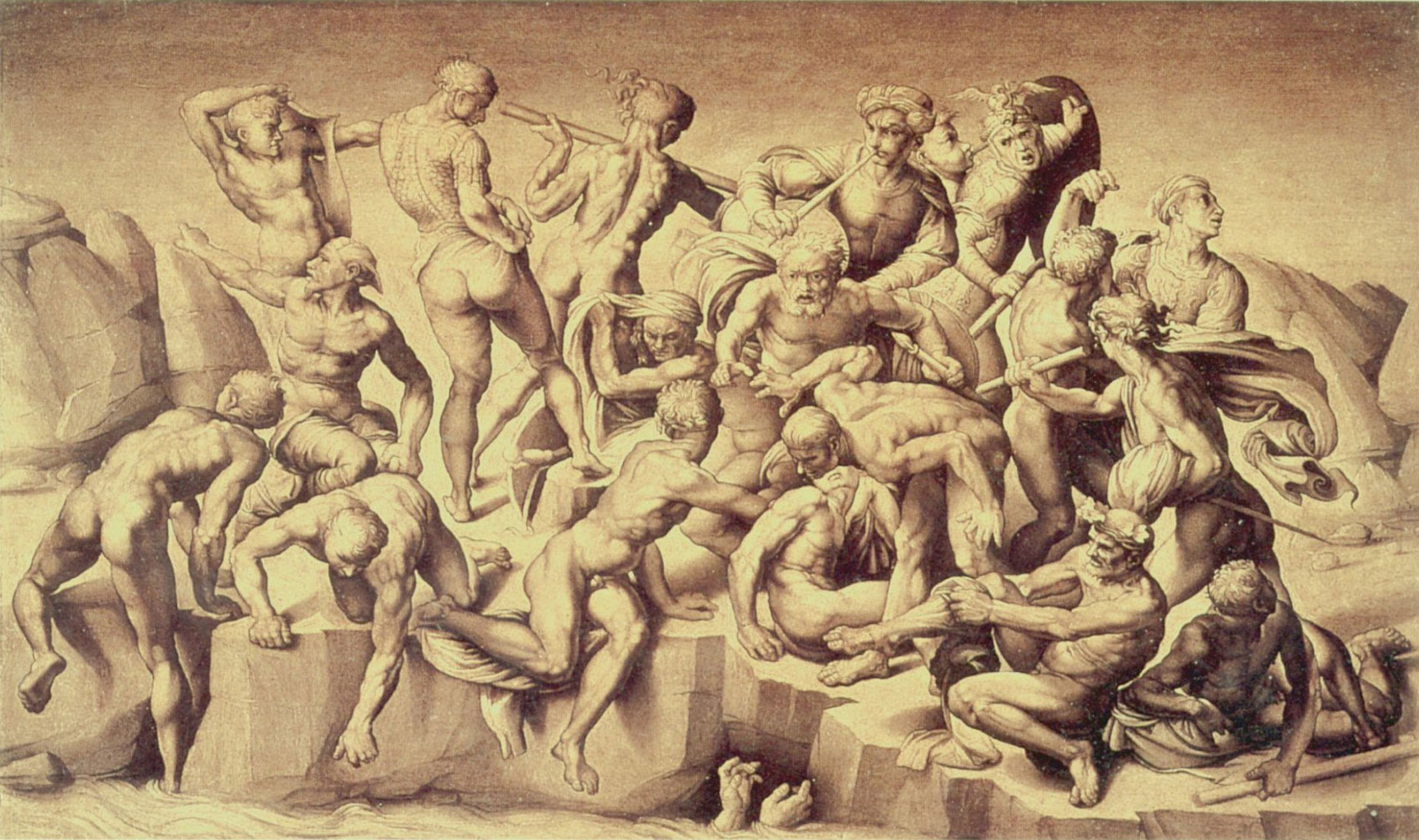
Фреска Микеланджело «Битва при Кашине» (ок. 1542)

На картине изображены трое молодых людей, австралийских солдат, которые резвятся в пенящемся синем море, отдыхая от жестокости битвы. Свет преобразует и детально выделяет мускулатуру солдатских тел.
В произведении видна отсылка к незаконченной работе Микеланджело «Битва при Кашине» с изображением купающихся солдат. Центральная фигура на картине Ламберте имеет позу статуи «Умирающий раб» Микеланджело. Картина была описана как «героический образ „анзаковцев“ на ранней стадии развития легенды о храбрых воинах австралийских и новозеландских войск, сражавшихся при Галлиполи». Дарданелльская операция проходила недалеко от древней Трои, и, изображая солдат обнажёнными, Ламберт ссылается на древнегреческих героев и легенды Древней Греции.
Считается, что это изображение показывает солдат как «больше, чем людей, и что они подобны греческим богам …».

## История
Ламберт получил должность официального военного художника от правительства Австралии в 1917 году, в разгар Первой мировой войны. В этой роли Ламберт отправился в Палестину в 1918 году, а в 1919 году — после окончания войны — в Галлиполи в Турции. Эта картина датирована 1916 годом, поэтому она, очевидно, была написана на основе воображения, когда Ламберт был ещё в Лондоне.
Картина является частью коллекции Центра искусств Милдьюра, приобретённой в 1955 году по завещанию Р. Д. Эллиота.